# سفيتلانا أنتونوفا
سفيتلانا أنتونوفا (بالروسية: Антонова, Светлана Сергеевна)‏ هي ممثلة روسية، ولدت في 10 ديسمبر 1979 في موسكو في روسيا.

## وصلات خارجية
- الموقع الرسمي
- سفيتلانا أنتونوفا على موقع IMDb (الإنجليزية)
- سفيتلانا أنتونوفا على موقع قاعدة بيانات الفيلم (الإنجليزية)
- سفيتلانا أنتونوفا على موقع كينوبويسك (الروسية)